# Deuteronomos alniaria
Deuteronomos alniaria là một loài bướm đêm trong họ Geometridae.